# تروریسم دینی
تروریسم مذهبی گونه‌ای تروریسم است که در آن انگیزه‌ها و اهداف، به‌طور اصولی بیشتر مشخصهٔ یا متأثر از مذهب باشد.